# Indiana Jones
Indiana Jones es una franquicia de medios concebida por el cineasta estadounidense George Lucas y producida por Lucasfilm, cuyo argumento relata primordialmente las vivencias del aventurero homónimo ficticio para localizar objetos de relevancia histórica tales como el Arca de la Alianza y el Santo Grial, a la vez que se enfrenta a adversarios nazis y soviéticos para evitar que utilicen tales reliquias con fines siniestros.
El desarrollo de la franquicia se remonta a 1973, cuando Lucas escribió una historia inspirada en los seriales cinematográficos de los años 1930 y 1940. No fue sino hasta 1977 que, tras compartir el bosquejo con Steven Spielberg y justo después del estreno de Star Wars, se concretó un acuerdo con Paramount Pictures para producir una serie de películas sobre Indiana Jones, el cual habría de ser interpretado por el actor Harrison Ford. La primera cinta, Raiders of the Lost Ark, se estrenó en 1981 y, gracias a su éxito comercial y crítico, dio lugar a cuatro películas más que se han exhibido en las salas de cine entre 1984 y 2023. Otros productos derivados de los largometrajes incluyen la serie televisiva Las aventuras del joven Indiana Jones, además de múltiples videojuegos, publicaciones, juguetes, y atracciones y espectáculos en los parques temáticos de Disney. En estas distintas producciones el protagonista ha sido personificado también por los actores Corey Carrier, River Phoenix, Sean Patrick Flanery y George Hall.
Se trata de una de las franquicias con mayores recaudaciones en la historia del cine, con ingresos superiores a los 1045 millones de dólares a nivel mundial, cuyo impacto en la industria ha puesto «un listón bastante alto» a la vez que ha influido en una variedad de películas, series de televisión y videojuegos de acción y aventuras. Algunas de estas producciones son Romancing the Stone (1984), Las minas del rey Salomón (1985), Los Goonies (1985), La momia (1999), Atlantis: El imperio perdido (2001), National Treasure (2004), El código Da Vinci (2006) y Capitán América: El primer vengador (2011); además de las series de videojuegos Tomb Raider y Uncharted. Adicionalmente, Indiana Jones es catalogado como uno de los «mejores héroes cinematográficos de todos los tiempos», cuyas hazañas lo han llevado a ser descrito como un «terrible arqueólogo pero un gran embajador de la arqueología».

## Argumento

### Sinopsis

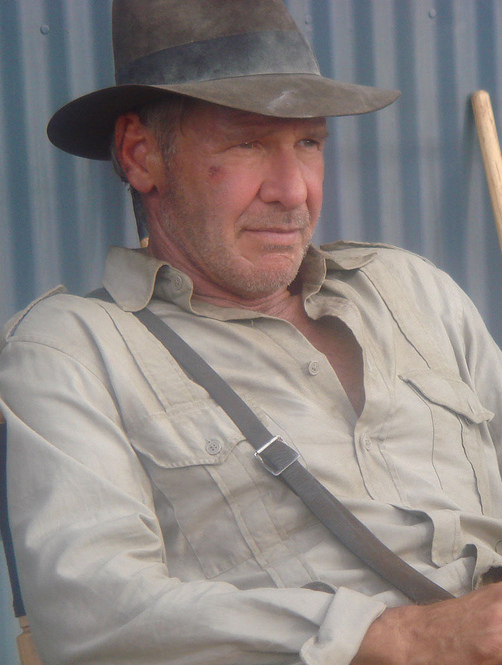
Harrison Ford caracterizado como Indiana Jones en 2008.

La trama descrita en las películas que componen la serie principal relata las vivencias de Henry Walton Jones Jr., un profesor de arqueología más conocido por su apodo «Indiana Jones» o «Indy», que suele colaborar con el gobierno estadounidense para localizar objetos de relevancia histórica entre las décadas de 1930 y 1950.
En Indiana Jones and the Temple of Doom, tras escapar de unos gánsteres chinos, el aventurero acude a la India para recuperar unas piedras místicas y rescatar a un grupo de niños secuestrados por el culto de Los Estranguladores, cuyos integrantes utilizan magia negra y llevan a cabo sacrificios humanos en honor a la diosa Kali. Posteriormente Indy se enfrenta a nazis en los filmes Raiders of the Lost Ark e Indiana Jones y la última cruzada para evitar que se apropien del Arca de la Alianza y del Grial, los cuales pretenden usar para crear un ejército invencible y obtener la inmortalidad, respectivamente. Alrededor de un par de décadas después ocurre una situación similar en Indiana Jones y el reino de la calavera de cristal, cuando se entera de que agentes de la Unión Soviética anhelan obtener poderes psíquicos a partir de cráneos de cristal provenientes de extraterrestres. Mientras tanto, en Indiana Jones y el dial del destino, el aventurero vuelve a enfrentarse a los nazis para evitar que utilicen un dispositivo creado por Arquímedes y reminiscente del mecanismo de Anticitera, capaz de llevar a cabo viajes a través del tiempo.
Cabe mencionar que, además de la serie cinematográfica, otras aventuras del personaje son relatadas en distintos medios, tales como la serie Las aventuras del joven Indiana Jones, cuyo argumento se centra en su infancia y juventud primordialmente durante la Primera Guerra Mundial; y los videojuegos Indiana Jones and the Fate of Atlantis, Indiana Jones y la Máquina Infernal e Indiana Jones y la tumba del emperador que explican sus hazañas para encontrar la Atlántida, un artilugio de Babilonia capaz de abrir portales a mundos paralelos y la tumba del emperador chino Qin Shi Huang, de forma respectiva, por citar algunos ejemplos.

### Personajes
El personaje homónimo es un profesor universitario de arqueología que adopta un alter ego aventurero cada vez que se involucra en una misión para recuperar objetos antiguos. No obstante, «casi siempre está en problemas porque comete errores que lo involucran de alguna manera», mientras que su personalidad «romántica y cínica» lo llevan a ser referido con múltiples términos tales como «un lobo solitario, un hombre envuelto en búsquedas, un noble cazarrecompensas, un detective hard boiled; un superhéroe humano; y un patriota estadounidense». Ciertos aspectos de su personalidad están relacionados indirectamente con el profesor Abner Ravenwood, que en algún momento tuvo un rol de mentor para él, mientras que sus rasgos característicos —como la fobia a las serpientes y el uso de fedora y de un látigo— se originaron durante su juventud, de acuerdo con el prólogo de La última cruzada.

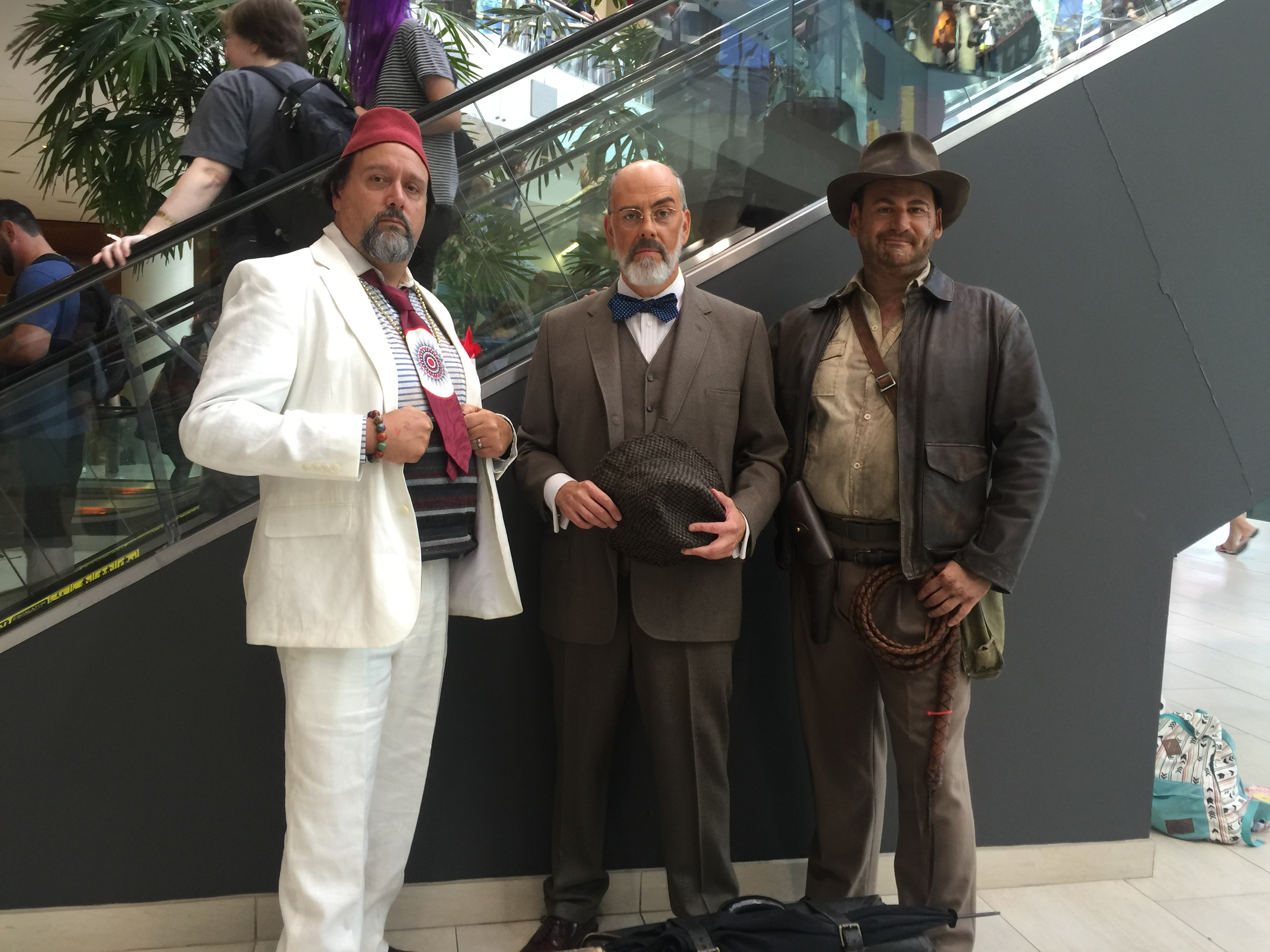
Cosplay de Sallah, Henry Jones Sr., e Indiana Jones.

Jones cuenta con varias amistades que ha conocido durante sus travesías y que, en la mayoría de los casos, le han asistido de alguna manera tales como Remy Baudouin, un belga que lo acompaña en sus aventuras durante la Primera Guerra Mundial; Marcus Brody, un curador de museo y académico para el que trabaja Indy en la universidad en donde imparte clases; Sallah, un excavador egipcio cuyos conocimientos habrían de ayudarle a encontrar el Arca de la Alianza; y Marion Ravenwood, la hija de Abner e interés romántico del aventurero así como propietaria de un bar en Nepal, con quien más tarde él habría de casarse y tener un hijo, Mutt Williams. Cabe resaltar que este último se ve involucrado, años después, en una misión junto con sus padres para localizar las calaveras de cristal de acuerdo con la serie cinematográfica.
Con excepción de su padre, Henry Jones Sr., que también aparece en la tercera película de la saga, la información sobre los familiares de Indy es conocida mayormente por la serie Las aventuras del joven Indiana Jones: su madre Anna Mary y su hermana Susie murieron en distintas circunstancias, contagiadas de escarlatina y fiebre tifoidea, respectivamente. Cuando era niño Indiana Jones acompañó a sus padres en una gira de conferencias que le permitieron visitar distintos países, aprender de sus culturas e incrementar su interés en artefactos antiguos. En ese período conoció, por ejemplo, a Theodore Roosevelt, Sigmund Freud, Thomas Edison y Lawrence de Arabia. La búsqueda del Grial, iniciada años atrás por su padre, es el tema central de Indiana Jones y la última cruzada.
En cuanto a los antagonistas sobresalen René Belloq, un arqueólogo francés que colabora con los nazis para buscar el Arca de la Alianza, labor en la que es apoyado por Arnold Ernst Toht, un agente de la SD; Mola Ram, el líder de la secta Los Estranguladores que anhela unas piedras místicas para crear un reino dedicado a la diosa Kali; el empresario estadounidense Walter Donovan y la arqueóloga Elsa Schneider que buscan el Grial al igual que los nazis; y Mac e Irina Spalko, agentes del MI6 y de la Unión Soviética, respectivamente, cuyo interés en las calaveras de cristal representa una amenaza para la humanidad.

### Escenarios

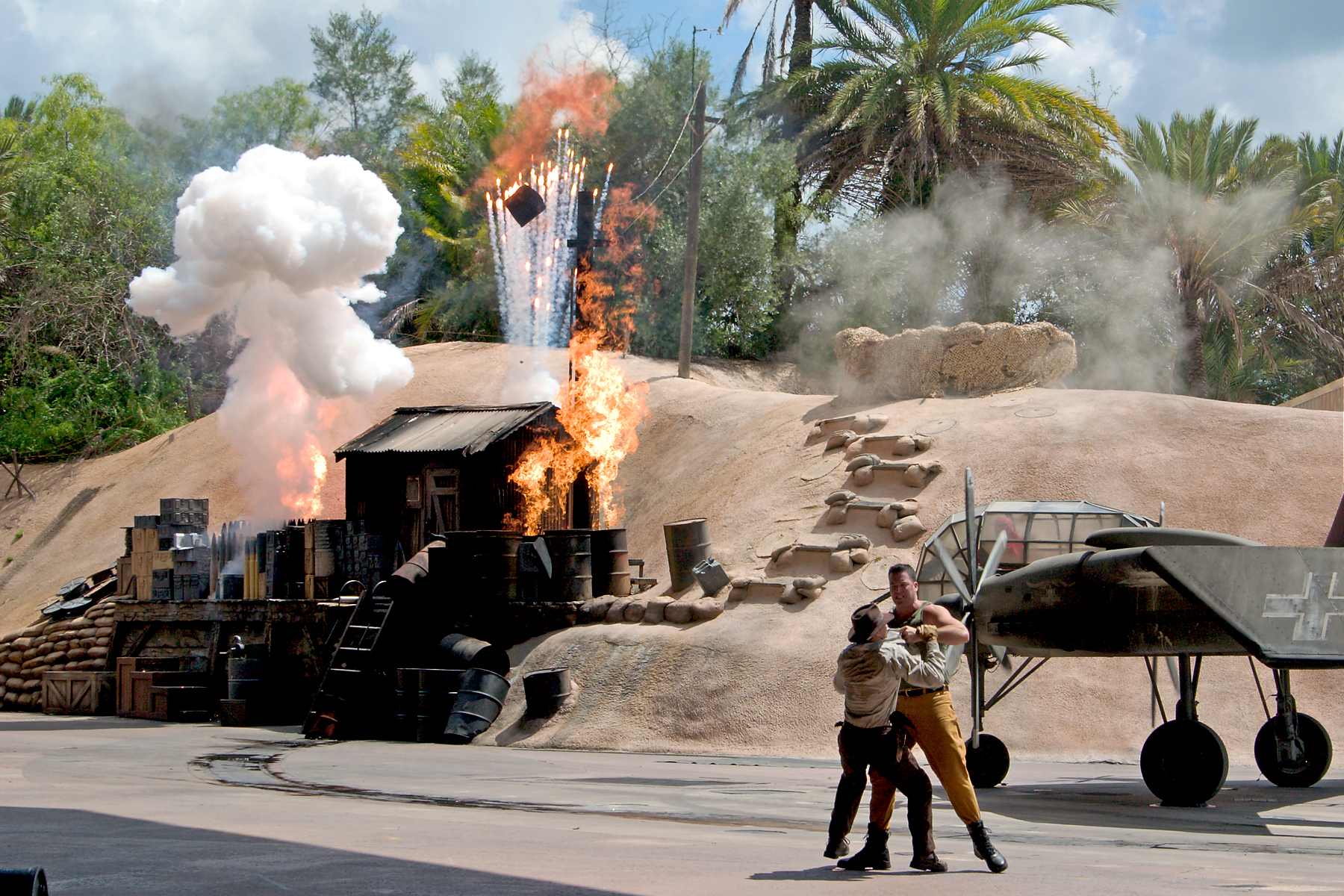
Escena del espectáculo Indiana Jones Stunt Spectacular.

Si bien las aventuras cinematográficas de Indiana Jones le han llevado a recorrer distintos lugares en el mundo, tales como Perú y las ciudades egipcias de El Cairo y Tanis, La Rochelle, Shanghái, la India, el Tesoro de Petra y Nevada, en realidad el equipo de producción grabó varias secuencias en otras locaciones, como es el caso de Kauai, Túnez, avenida de Almeida Ribeiro y Kandy que sirvieron para representar a Perú, Egipto, Shanghái y la India en los primeros dos filmes de la serie. Inclusive, la mayoría de las escenas de The Temple of Doom se filmaron en los Elstree Studios. De acuerdo con el autor de The Complete Making of Indiana Jones, la intención de Lucas era ahorrar costos al filmar en locaciones que se asemejaran a los antiguos seriales cinematográficos pero con un estilo «mejor y más contemporáneo».
Generalmente sus travesías se caracterizan por «selvas y templos antiguos» que resguardan los objetos de valor histórico buscados por el personaje. Por ejemplo, los sucesos de la segunda película transcurren en un templo hindú, mientras que el Grial y el cráneo de cristal se hallan ocultos en recintos similares en Petra y en una pirámide sudamericana de acuerdo con La última cruzada y El reino de la calavera de cristal, respectivamente.
A diferencia de los largometrajes, para la serie Las aventuras del joven Indiana Jones, la producción se trasladó a más de treinta y cinco países diferentes en los que el héroe conoce a múltiples personajes históricos. Algunos de estos sitios incluyen África, la Gran Muralla China, China, Austria, Francia, Checoslovaquia y Grecia.

### Temáticas
Lucas y Spielberg concibieron Raiders of the Lost Ark como un «homenaje a los seriales de acción de los años 1930 y 1940 que ellos miraban cuando eran chicos», una influencia que también habría de dar lugar a Star Wars. En el caso de Indiana Jones, la intención era representar una «aventura de ficción pulp de la vieja escuela: llena de acción atrevida, escenarios exóticos en el extranjero, trampas mortales y un sabor espeluznante de lo sobrenatural». A diferencia de otras cintas de acción, Raiders «es un gran ejemplo de cómo mantener una película simple sin perder el sentido del humor, el misterio y todo un grupo de personajes memorables al instante que no solo impulsan la historia, sino que son interesantes por sí mismos». Por lo general, sus hallazgos involucran «ciudades perdidas, tesoros y jeroglíficos».
En cada una de sus aventuras, Jones debe buscar objetos y reliquias de importancia histórica en lugares exóticos, como es el caso de un ídolo dorado en el interior de un templo en medio de la selva, y suele mostrar una personalidad «valiente, [además] es un experto en las tradiciones arcanas, está lleno de trucos sorprendentes, como arrebatarle una pistola de la mano a un enemigo, e incluso, a veces sus planes mejor trazados salen mal y termina corriendo por su vida de una roca de diez toneladas». Asimismo «es un mercenario con un aura de heroísmo» cuya «pasión por la emoción de la búsqueda lo hace amar la arqueología y, con ello, su rol en el descubrimiento de la verdad sobre las civilizaciones antiguas y la historia».

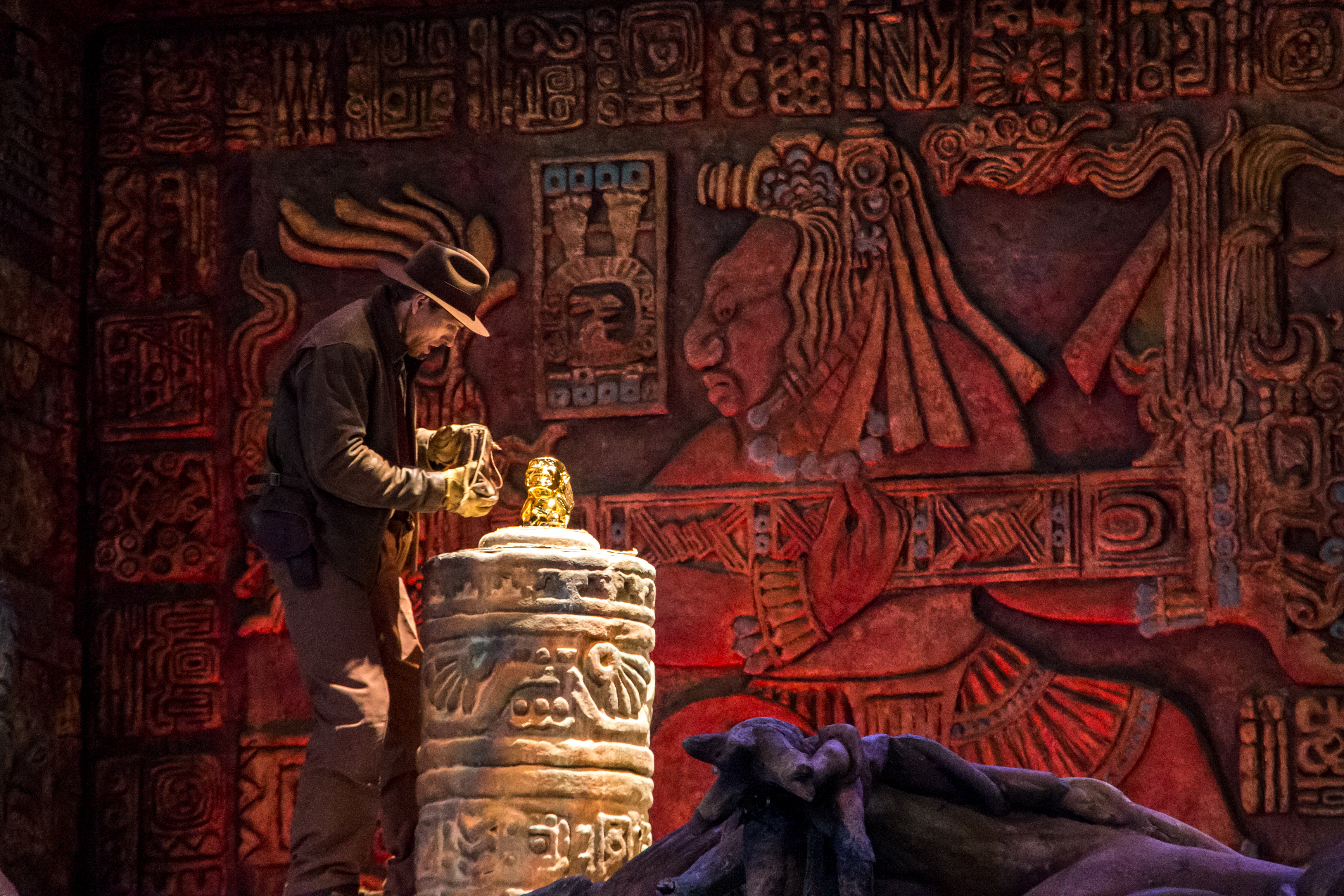
Escena del espectáculo Indiana Jones Stunt Spectacular, en Disney's Hollywood Studios.

La arqueología juega un papel importante en las hazañas de Indy, toda vez que la búsqueda de objetos como el Arca de la Alianza implica la exploración, el análisis y la interpretación tanto del objeto como del sitio que lo alberga. Cabe señalar que la mayoría de los objetos sobre los cuales versan sus aventuras son ficticios, tales como las piedras Sankara, la cruz de Coronado, el Grial y el Arca de la Alianza, aunque existen ciertas disputas sobre la existencia de estos últimos dos. De acuerdo con el curador de exhibiciones Fred Hiebert: «las películas [de Indiana Jones] representan la escuela de arqueología de 'saquear y escapar' ¡No la forma en que se hace realmente! La minuciosa grabación y documentación de cada fase de una excavación nos dice tanto como el objeto recuperado. Sin embargo, lo que hacen las películas es crear esa sensación de asombro y misterio que surge cuando intentamos descubrir el pasado».
Otras temáticas abordadas por Indiana Jones incluyen el romance, el «peligro y el asombro» inherentes en secuencias como la de «una antigua reliquia protegida por trampas explosivas en la mira del héroe», la fantasía «de poderes más allá de nuestro alcance», el escepticismo y el cinismo ejemplificados en la personalidad de su protagonista que se asemeja a «los antihéroes [del cine] antiguo» y la religión. Inclusive, su tema musical principal «Raiders March» «instantáneamente evoca imágenes del Dr. Jones haciendo restallar su látigo, subiéndose a un submarino nazi o cabalgando hacia la puesta de sol con su padre, Marcus y Sallah» de manera «triunfante».

## Franquicia

### Películas
Steven Spielberg dirigió la primera película de Indiana Jones a partir de una historia escrita por George Lucas en 1973 y titulada The Adventures of Indiana Smith. La intención de este último era crear una versión contemporánea de los seriales de los años 1930 y 1940, que tuviera como eje al Arca de la Alianza por sugerencia del guionista Philip Kaufman. Sin embargo, el proyecto quedó pausado tras el involucramiento de Kaufman en The Outlaw Josey Wales. Spielberg tuvo noción del proyecto cuatro años después, cuando él y Lucas se hallaban vacacionando en Maui tras el estreno de Close Encounters of the Third Kind y Star Wars, respectivamente. La colaboración surgió cuando Lucas le compartió su historia tras enterarse del interés de Spielberg en filmar una película de James Bond, y tras llegar a un acuerdo con Paramount Pictures para producir cinco películas en total sobre el aventurero. Uno de los primeros cambios en la historia consistió en cambiar el apellido de Smith por Jones.
Si bien Kaufman ya lo había apoyado con el bosquejo inicial, Lucas decidió contratar a Lawrence Kasdan a pesar de que su experiencia se remontaba al libreto de Continental Divide (1981). Tras llevar a cabo varias reuniones con tal de concluir el guion de Raiders of the Lost Ark, durante las cuales se descartaron ideas como la de que el personaje practicara kung-fu y fuese un playboy, Lucasfilm acudió a varios estudios para la financiación de la película, antes de llegar a un acuerdo con Michael Eisner, entonces presidente de Paramount Pictures. La intención original de Lucas era contratar a un actor relativamente desconocido como el protagonista de una eventual trilogía, y entre los candidatos se encontraban Bill Murray, Nick Nolte, Steve Martin, Chevy Chase, Tim Matheson, Nick Mancuso, Peter Coyote, Jack Nicholson, Jeff Bridges, y John Shea. Si bien su decisión inicial era Tom Selleck, este se vio impedido de aceptar la propuesta debido a su relación contractual con CBS al participar en la serie televisiva Magnum, P.I. Finalmente Ford asumió el rol tras convencer a Spielberg con su actuación en Star Wars: Episodio V - El Imperio contraataca (1980), pese a su popularidad ante la audiencia.
Aunque Lucas siempre tuvo en mente producir una trilogía cinematográfica sobre el personaje, lo cierto es que carecía de ideas para las siguientes películas de la serie. Tanto él como Spielberg consideraron que la trama de Indiana Jones and the Temple of Doom debía ser «más oscura» que su predecesora, de una forma similar a El Imperio contraataca en la trilogía original de Star Wars. Asimismo, Lucas prefirió situar la trama un año antes de Raiders of the Lost Ark para que los nazis dejaran de ser los antagonistas. Influenciados por sus respectivos divorcios suscitados en esa época, los cineastas acordaron que la segunda aventura de Indy debía estar relacionada con un culto devoto a la explotación infantil, la magia negra y los sacrificios humanos. Lo anterior motivó el rechazo de Kasdan a repetir como guionista, puesto que «pensé que era horrible. No hay nada satisfactorio en ella. Creo que representa un período caótico en la vida de ambos [Lucas y Spielberg], y la película es muy fea y vil». Finalmente el libreto corrió a cargo de Willard Huyck y Gloria Katz, mientras que el filme Gunga Din (1939) sirvió de inspiración.
Al igual que la segunda película, el guion de Indiana Jones y la última cruzada pasó por varias revisiones antes de su versión definitiva. Algunas ideas rechazadas incluían el enfrentamiento de Indiana con un fantasma escocés, su resurrección a manos del Rey Mono y la búsqueda de una máscara perteneciente a Montezuma en México. Finalmente, gracias a la redacción de Menno Meyjes, el eje narrativo pasó a ser la relación de Jones con su padre: «una búsqueda arqueológica por la propia identidad de Indy y de que la aceptación de su padre [es más importante que el Grial]». El filme incluye un prólogo en el que se relata una aventura de Indy durante su juventud como boy scout, para lo cual es interpretado por el actor River Phoenix.
Aunque la carencia de ideas para la cuarta película llevó a Lucas a producir en cambio la serie televisiva Las aventuras del joven Indiana Jones en los años 1990, desde entonces llegó a la conclusión de que la nueva aventura del arqueólogo debía incluir elementos de ciencia ficción, en especial alienígenas. Sin embargo, tanto Spielberg como Ford rechazaron inicialmente el concepto, y Lucas prefirió centrarse en la trilogía de precuelas de Star Wars. El guion pasó por múltiples cambios y guionistas hasta llegar a su versión definitiva, y una de las ideas descartadas incluía la persecución de Jones por ex nazis. La producción se prolongó hasta finales de los años 2000, de forma que Indiana Jones y el reino de la calavera de cristal llegó a los cines en 2008, casi veinte años después de La última cruzada.
La posibilidad de una quinta película surgió casi desde el estreno de su predecesora, aunque la adquisición de Lucasfilm por Disney en 2012 retrasó indefinidamente los planes. Desde entonces, Paramount conserva la distribución de las primeras tres cintas, mientras que Disney posee los derechos de distribución de cualquier material nuevo de Indiana Jones. A principios de 2020 se anunció la producción de una quinta película bajo la dirección de James Mangold y nuevamente protagonizada por Ford, cuyo estreno habrá de ocurrir en junio de 2023.
El resto del elenco principal estuvo conformado por Karen Allen, Paul Freeman, Ronald Lacey, John Rhys-Davies, Denholm Elliott, Kate Capshaw, Amrish Puri, Sean Connery, Alison Doody, Julian Glover, Cate Blanchett, John Hurt y Shia LaBeouf como Marion, Belloq, Toht, Sallah, Marcus, Willie Scott, Mola Ram, Henry Jones Sr., Elsa, Walter, Irina, Mac y Mutt, respectivamente. A su vez, algunos sitios que se usaron como locaciones para las películas incluyen Kauai, Túnez, avenida de Almeida Ribeiro, Kandy, el parque nacional de Yosemite, la playa de Mónsul en la provincia de Almería y las cataratas del Iguazú. Los efectos especiales corrieron a cargo del estudio Industrial Light & Magic, mientras que John Williams compuso la banda sonora, incluido el tema principal «Raiders March» que caracteriza a la franquicia.
A continuación aparecen listadas, por orden de estreno, las películas de Indiana Jones junto con su principal equipo de producción: 
| Película                                           | Fecha de estreno (en EE.UU) | Director(es)     | Guionista(es)                                                        | Responsable de la historia                                           | Fotógrafo(s)       | Editor(es)                                          | Compositor(es) | Productor(es)                              |
| -------------------------------------------------- | --------------------------- | ---------------- | -------------------------------------------------------------------- | -------------------------------------------------------------------- | ------------------ | --------------------------------------------------- | -------------- | ------------------------------------------ |
| Raiders of the Lost Ark                            | 12 de junio de 1981         | Steven Spielberg | Lawrence Kasdan                                                      | George Lucas y Philip Kaufman                                        | Douglas Slocombe   | Michael Kahn                                        | John Williams  | Frank Marshall                             |
| Indiana Jones and the Temple of Doom               | 23 de mayo de 1984          | Steven Spielberg | Willard Huyck y Gloria Katz                                          | Lucas                                                                | Douglas Slocombe   | Michael Kahn                                        | John Williams  | Robert Watts                               |
| Indiana Jones y la última cruzada                  | 24 de mayo de 1989          | Steven Spielberg | Jeffrey Boam                                                         | Lucas y Menno Meyjes                                                 | Douglas Slocombe   | Michael Kahn                                        | John Williams  | Robert Watts                               |
| Indiana Jones y el reino de la calavera de cristal | 22 de mayo de 2008          | Steven Spielberg | David Koepp                                                          | Lucas y Jeff Nathanson                                               | Janusz Kaminski    | Michael Kahn                                        | John Williams  | Frank Marshall                             |
| Indiana Jones and the Dial of Destiny              | 30 de junio de 2023         | James Mangold    | James Mangold, David Koepp, Jez Butterworth y John-Henry Butterworth | James Mangold, David Koepp, Jez Butterworth y John-Henry Butterworth | Phedon Papamichael | Michael McCusker, Andrew Buckland y Dirk Westervelt | John Williams  | Marshall, Kathleen Kennedy y Simon Emanuel |

### Serie de televisión
Tras el estreno de La última cruzada, Lucas comenzó a desarrollar Las aventuras del joven Indiana Jones, una serie televisiva que habría de explorar las hazañas del arqueólogo durante tres épocas de su vida, y cuyas interpretaciones recayeron en Corey Carrier, Sean Patrick Flanery y George Hall. Cabe mencionar que se trató de la primera colaboración de Lucas con el productor Rick McCallum, que estuvo a cargo de la redacción de la trama de cada episodio. Carrie Fisher, Frank Darabont, Vic Armstrong, Ben Burtt, Terry Jones, Nicolas Roeg, Mike Newell y Joe Johnston fueron algunos de los cineastas que participaron en su rodaje, que a su vez se extendió durante más de 150 semanas en más de veinticinco países, y cuyo estreno ocurrió en 1992. 
Debido a que Lucas concibió su contenido como «entretenimiento educativo», optó por incluir varias figuras históricas interpretadas por Daniel Craig, Christopher Lee, Bob Peck, Jeffrey Wright, Marc Warren, Catherine Zeta-Jones, Elizabeth Hurley, Anne Heche, Vanessa Redgrave, Julian Fellowes, Timothy Spall, entre otros, e incluso contiene un cameo de Ford como una versión de Indy a sus cincuenta años de edad. Si bien la serie se hizo acreedora a una decena de premios Emmy e inclusive recibió una nominación a los Globos de Oro como «Mejor serie de drama» en 1993, Family Channel transmitió los últimos cuatro episodios en 1996.

### Novelas y publicaciones
Existe una amplia variedad de novelas inspiradas en el personaje, que se remontan a la novelización de Raiders of the Lost Ark por Campbell Black y publicada por Ballantine Books en abril de 1981. Siguiendo esta línea de obras, las siguientes tres películas también cuentan con su propia novelización, a cargo de James Kahn, Rob MacGregor y James Rollins, respectivamente. Las ediciones infantiles salieron a la venta en 2008 por Scholastic.

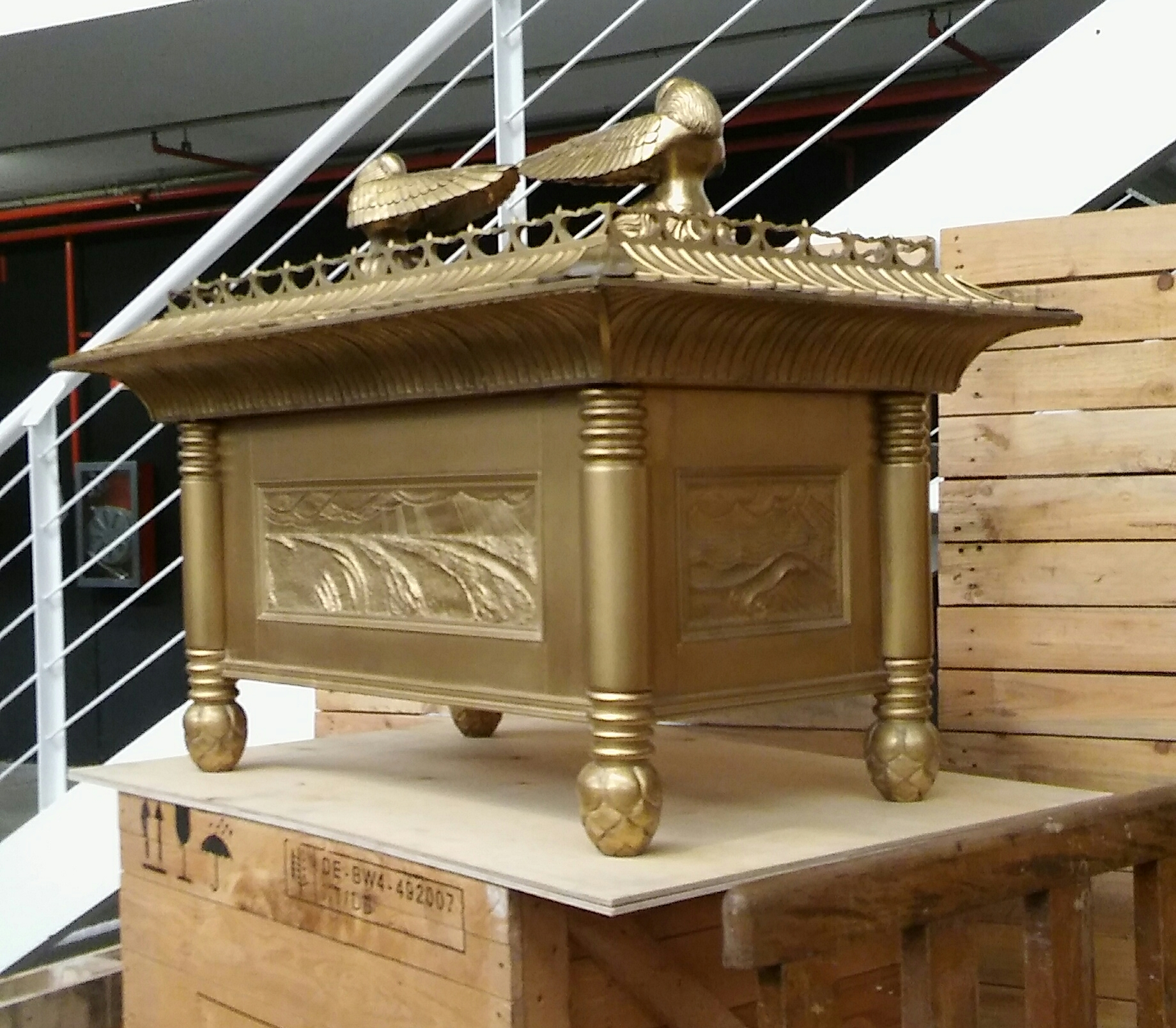
Réplica del Arca de la Alianza reminiscente de la que aparece en Raiders of the Lost Ark.

Por petición de Lucas, MacGregor redactó seis novelas adicionales entre 1991 y 1992 para el sello editorial Bantam Books, cuyas tramas consisten en precuelas ambientadas en los años 1920 y 1930, específicamente en la etapa posterior a la graduación universitaria de Indy. Cabe agregar que su contenido está dirigido a una audiencia juvenil y adulta, y cuentan mayormente con personajes inéditos. La serie de MacGregor comprende las obras Indiana Jones y el peligro en Delfos, Indiana Jones y la danza de los gigantes, Indiana Jones y los siete velos, Indiana Jones and the Genesis Deluge, Indiana Jones and the Unicorn's Legacy e Indiana Jones and the Interior World. Bantam Books publicó seis novelas más, la última de ellas en 2001, sobre las andanzas de Indiana Jones: Indiana Jones and the Sky Pirates e Indiana Jones and the White Witch a cargo de Martin Caidin; así como Indiana Jones and the Philosopher's Stone, Indiana Jones and the Dinosaur Eggs, Indiana Jones and the Hollow Earth e Indiana Jones and the Secret of the Sphinx por Max McCoy.
Adicionalmente el alemán Wolfgang Hohlbein redactó ocho novelas entre 1990 y 1993: «Indiana Jones y..»: The Feathered Snake, The Ship of the Gods, The Gold of El Dorado, The Sword of Genghis Khan, The Vanished People, The Secret of Easter Island, The Legacy of Avalon y The Labyrinth of Horus. Todos los anteriores libros están ambientados en los años 1940, excepto The Feathered Snake cuya trama tiene lugar en 1929. Otras producciones literarias sobre el personaje incluyen la serie Find Your Fate por autores como R. L. Stine, Rose Estes, Andy Helfer y Ellen Weiss, con una temática similar a las publicaciones Elige tu propia aventura, y publicadas por Ballantine Books entre 1984 y 1987; además de Indiana Jones and the Army of the Dead (2009) por el autor Steve Perry, entre otras.
Otro tipo de publicaciones sobre el aventurero incluyen series de historietas a cargo primordialmente de Dark Horse Comics, cuya primera edición consistió en una adaptación del videojuego Indiana Jones and the Fate of Atlantis, producto de una colaboración entre William Messner-Loebs y Dan Barry, y cuyo lanzamiento ocurrió en 1992. Desde entonces se han producido otros cómics como Indiana Jones and the Iron Phoenix y Indiana Jones and the Spear of Destiny, comercializados entre 1994 y 1995, y escritos por las autoras Lee Marrs y Elaine Lee, respectivamente; y las adaptaciones de Las aventuras del joven Indiana Jones e Indiana Jones y el reino de la calavera de cristal. Sin embargo, las primeras historietas de Indy se remontan a los títulos de Marvel Comics creados en los años 1980 y consistentes en versiones de las tres primeras cintas del personaje. Cabe mencionar que Dark Horse reimprimió estas últimas obras entre 2009 y 2010.

### Videojuegos

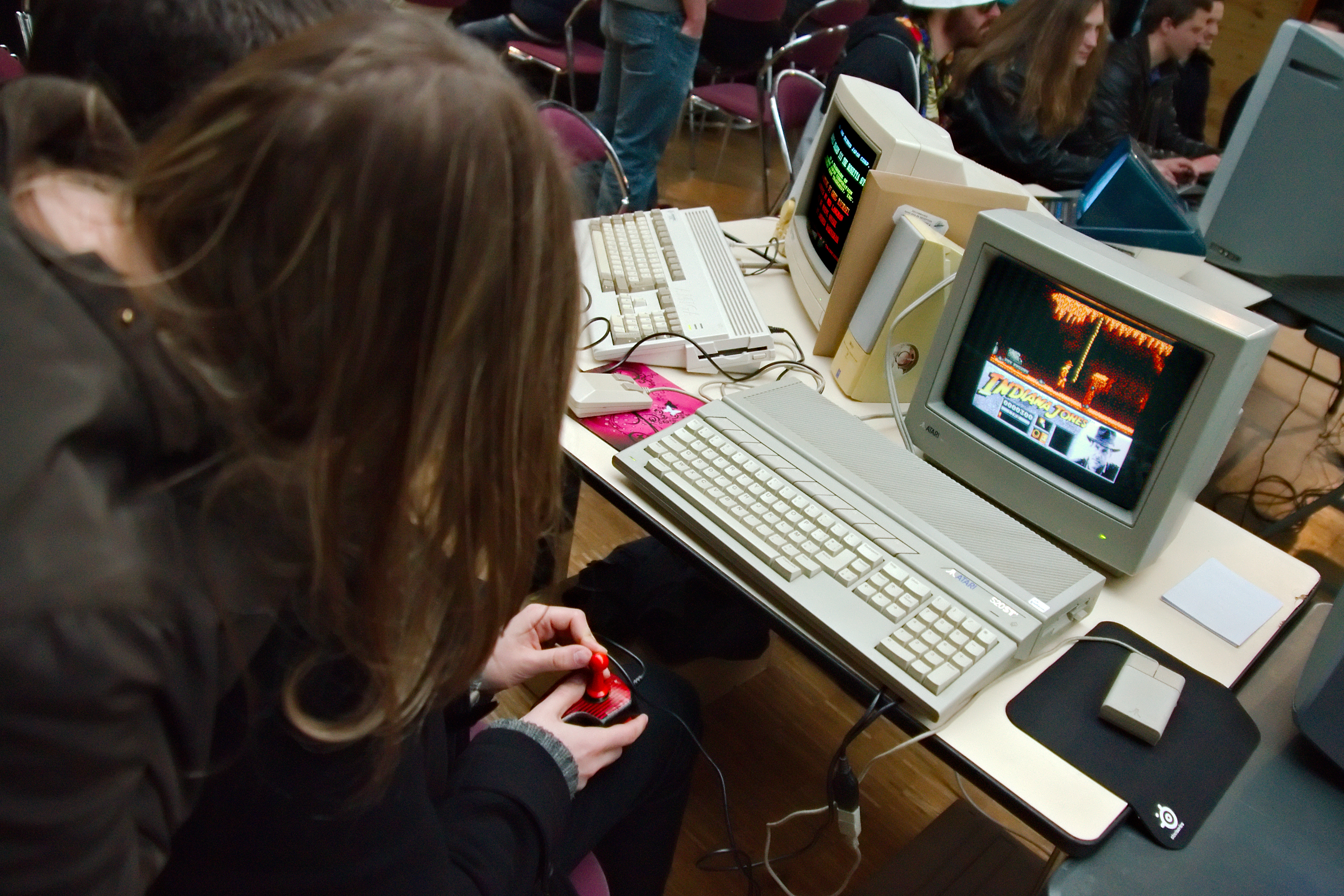
Indiana Jones and the Last Crusade: The Action Game en un Atari 520 ST.

A partir de la adaptación homónima de Raiders of the Lost Ark distribuida por Atari para el sistema de juego Atari 2600 en 1982, con el transcurso del tiempo se han producido numerosos videojuegos, entre los cuales se encuentran las versiones de las siguientes dos películas de la serie cinematográfica: Indiana Jones and the Temple of Doom para Amstrad CPC, Commodore 64, MSX, ZX Spectrum y la Nintendo NES; y la triple adaptación de La última cruzada a cargo de LucasArts —Indiana Jones and the Last Crusade: The Action Game e Indiana Jones y la última cruzada: Aventura gráfica— y Taito para Nintendo NES. Este último conjunto de títulos se pusieron a la venta por primera vez entre 1985 y 1991.
Asimismo existen videojuegos cuyo contenido versa sobre tramas inéditas que no aparecen en otros medios de la franquicia: Indiana Jones in the Lost Kingdom (1985), Indiana Jones in Revenge of the Ancients (1987), Indiana Jones and the Fate of Atlantis (1992), The Young Indiana Jones Chronicles (1993), Instruments of Chaos starring Young Indiana Jones (1994), Indiana Jones and His Desktop Adventures (1996) e Indiana Jones y la Máquina Infernal (1999), todos producidos en la década de 1990 por LucasArts, con excepción de los dos primeros por parte de Mindscape y el antepenúltimo por Jaleco. Los últimos dos juegos de LucasArts, Indiana Jones y la tumba del emperador e Indiana Jones y el Cetro de los Reyes, salieron a la venta en 2003 y 2009, respectivamente. En 2009 THQ publicó el primer videojuego del arqueólogo para dispositivos móviles, Indiana Jones and the Lost Puzzles, desarrollado por Universomo; mientras que Zynga contribuyó con Lucasfilm en la creación de Indiana Jones Adventure World para Facebook en 2011. Una década después, en enero de 2021, se anunció el desarrollo de un nuevo juego producido por Bethesda Softworks, MachineGames y Lucasfilm Games.
Otros juegos que forman parte de la franquicia son Indiana Jones' Greatest Adventures (1994), para la Super NES; Lego Indiana Jones: The Original Adventures (2008), y Lego Indiana Jones 2: The Adventure Continues (2009), para múltiples plataformas entre las cuales se incluyen Microsoft Windows, Nintendo DS, PlayStation 3, Wii y Xbox 360.
En 2022 la compañía Epic Games lanzó una skin del personaje para el videojuego Fornite en la Temporada 3 Capítulo 3.

## Mercadotecnia
El éxito de la franquicia ha dado lugar a la distribución de una variedad de productos relacionados con el universo de Indiana Jones, que incluyen figuras de acción y juguetes; juegos de rol —The Adventures of Indiana Jones Role-Playing Game y The World of Indiana Jones por TSR y West End Games, respectivamente—, y tableros de juego producidos por varias compañías como Kenner Products, LJN, Parker Brothers y Hasbro; un pinball por Williams Entertainment en los años 1990; disfraces y vestimentas inspiradas en el atuendo del personaje; y atracciones y espectáculos en los parques temáticos de Disney Parks, Experiences and Products.
En cuanto a la línea de juguetes, en 1981 Kenner lanzó al mercado una línea de muñecos de doce pulgadas inspirados en el personaje. Al año siguiente, comercializó una serie de nueve figuras de acción que venían acompañadas de tres sets basados en algunas escenas de la primera película, y un juego de mesa. Entre estas figuras se incluyen el caballo de Indiana y los vehículos militares nazis. Tres años después TSR, Inc. distribuyó unas versiones metalizadas en miniatura de los personajes. Ese mismo año, en 1984, LJN produjo 3 figuras de acción inspiradas en The Temple of Doom, y en 1993 se pusieron a la venta unos muñecos de Indy y de su padre. En 1995 Micro Machines diseñó una línea de diez juguetes coleccionables de los vehículos que aparecen en las películas, y en 1999 Toys McCoy estrenó una edición limitada de Indy junto con su caballo de la primera película.
A principios de los años 2000, Disney comercializó una nueva línea exclusiva de figuras de acción inspiradas en los personajes y vehículos de la serie en sus parques temáticos. En 2003 esta línea incorporó versiones G.I. Joe de Indy, y una figura de un afroamericano, a manera de homenaje a los diseñadores y ayudantes negros de la compañía. En 2004, Palisades Toys creó un figura exclusiva de la rana Kermit con el atuendo de Indy. Con motivo del estreno de la cuarta película en 2008, en mayo de ese año Hasbro lanzó una serie de juguetes basados en dicha trama así como en Raiders of the Lost Ark. Algunos juguetes incluidos en esta línea son el Señor Cabeza de Patata caracterizado como Indiana Jones, un muñeco de Indy en la serie de juguetes Mighty Muggs, junto con algunas versiones metalizadas, objetos de colección del templo y el cráneo de cristal y el Arca de la Alianza de la primera. Otras empresas que produjeron sus juguetes ese año fueron Sideshow Collectibles, Gentle Giant, Diamond Select Toys y la compañía japonesa Kotobukiya, así como LEGO. La empresa Funko creó varias figuras Funko Pop de Indiana Jones.

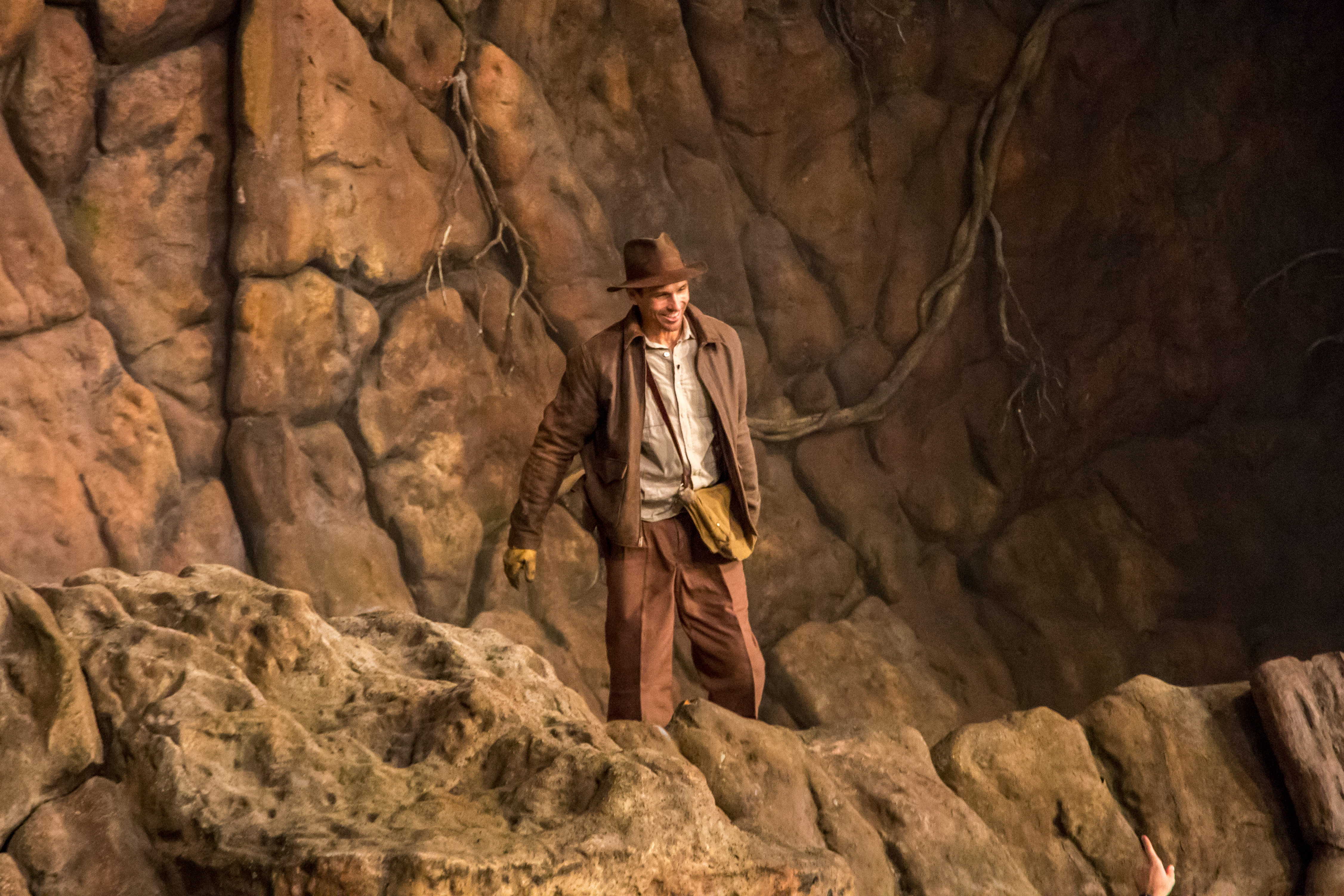
Fotografía del espectáculo Indiana Jones Stunt Spectacular.

El espectáculo Indiana Jones Epic Stunt Spectacular! recrea escenas de Raiders of the Lost Ark en Disney's Hollywood Studios, mientras que en los parques Disneyland París, Disneyland y Tokyo DisneySea, y Disney Springs existen las atracciones «Indiana Jones et le Temple du Péril», «Indiana Jones Adventure» y Jock Lindsey's Hangar Bar, respectivamente. Durante la temporada de verano de 2008, con la finalidad de promocionar El reino de la calavera de cristal, se llevó a cabo el evento Indiana Jones Summer of Hidden Mysteries en la atracción Jungle Cruise de Disneyland.

## Recepción

### Comercial
Indiana Jones es una de las franquicias con mayores recaudaciones en la historia del cine, cuyos ingresos superan los 1045 millones USD a nivel mundial. Cada una de sus entregas cinematográficas han ocupado alguno de los tres primeros sitios en los listados de ingresos de sus respectivos años de estreno, mientras que las primeras tres figuran entre las cien películas de aventuras con mayores recaudaciones de todos los tiempos. Catalogado como el blockbuster del verano de 1981, Raiders of the Lost Ark obtuvo recaudaciones superiores a los 212 millones USD en EE. UU., cifra que se incrementó a 248 millones USD a partir de sus reestrenos en 1982, 1983, 2012 y 2021. Tras casi un año de exhibición, se mantuvo como la séptima película con mayores ingresos semanales en territorio estadounidense.

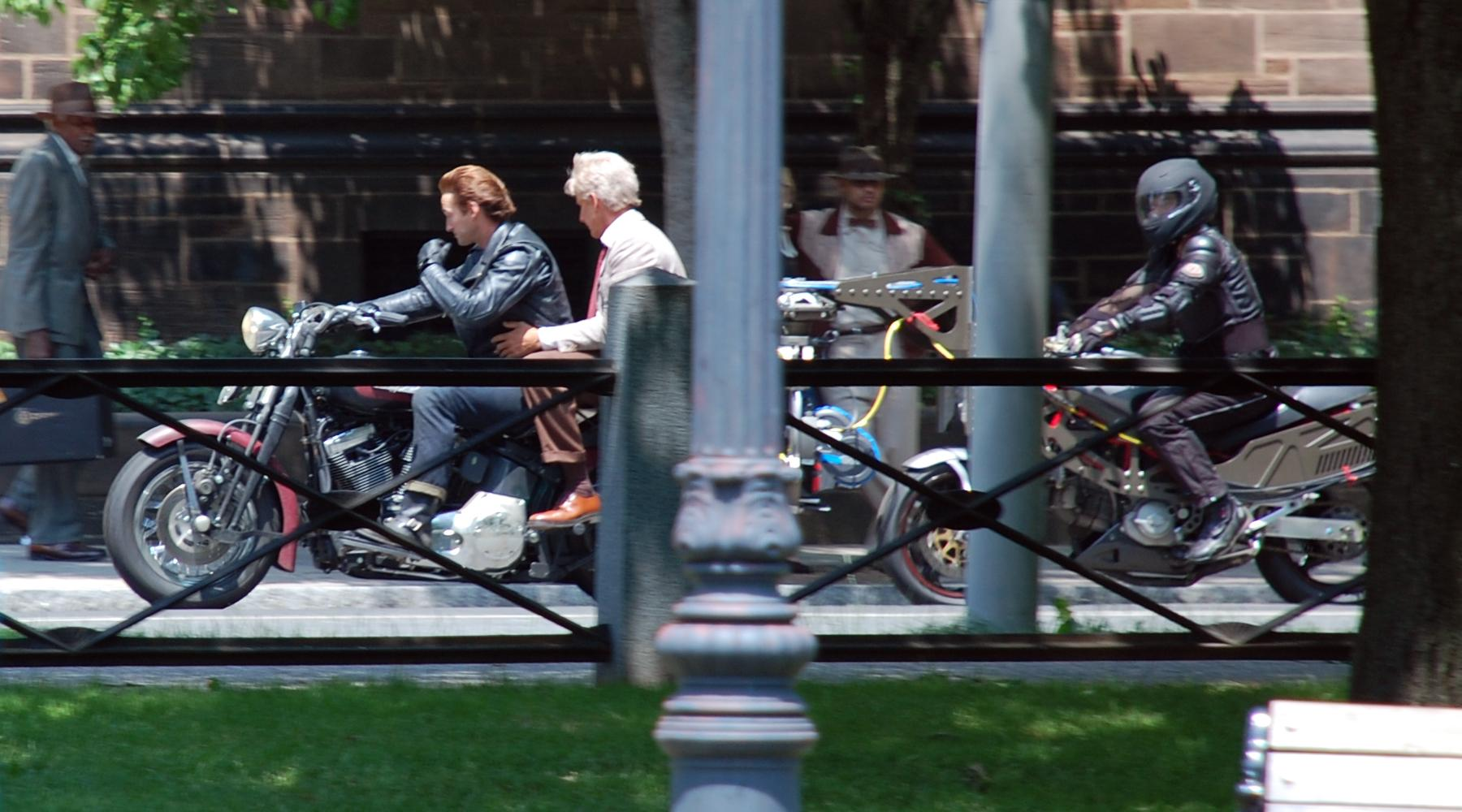
Harrison Ford y Shia LaBeouf en una de las escenas de Indiana Jones y el reino de la calavera de cristal.

La expectativa del público ante el estreno de The Temple of Doom era tal que cientos de personas formaron filas para adquirir los boletos de cine hasta dos días antes de su exhibición en ciudades como Chicago, Detroit, San José, Sacramento y Los Ángeles. En su día inaugural en las carteleras de Estados Unidos, la cinta recaudó 9,3 millones USD con lo que superó el récord obtenido por Star Wars: Episode VI - Return of the Jedi en esa categoría. De acuerdo con Frank Mancuso, entonces presidente de Paramount Pictures, más de trece millones de cinéfilos habían visto la película en menos de una semana.
De manera similar, La última cruzada obtuvo 37 millones USD en el fin de semana del Día de los Caídos de 1989, con lo que pasó a ser el mejor estreno durante su primer fin de semana en salas de cine, un récord anteriormente ostentado por The Temple of Doom. No obstante, medios como Los Angeles Times atribuyeron parte de su exitosa recaudación en taquillas al incremento en los precios de los boletos de cine —un 48 % en contraste con las cuotas de 1981—. Otros resultados sobresalientes incluyeron los mayores ingresos tanto en su día como en su semana de estreno —11,2 y 46,9 millones USD, respectivamente—.
Las recaudaciones de El reino de la calavera de cristal la posicionaron como la entrega más rentable de la franquicia tras su estreno en 2008, año en el que también consiguió la segunda mejor cifra de apertura, solo superada por Iron Man; así como el segundo mejor fin de semana del Día de los Caídos por detrás de Piratas del Caribe: en el fin del mundo, estrenada un año antes. En la siguiente tabla se muestran la fecha de estreno en EE. UU., así como las recaudaciones de cada película tanto en EE. UU., como en el resto de países en donde se difundió, y la posición de la película en la taquilla de su respectivo año de estreno:
| Película                           | Fecha de estreno    | Taquilla (en USD) | Taquilla (en USD) | Taquilla (en USD) | Posición por taquilla anual | Fuentes         |  |
| Película                           | Fecha de estreno    | EE. UU.           | Internacional     | General           | Posición por taquilla anual | Fuentes         |  |
| Raiders of the Lost Ark (*)        | 12 de junio de 1981 | 248 159 971       | 141 766 000       | 389 925 971       | 1°                          | [ 140 ] [ 134 ] |  |
| Temple of Doom                     | 23 de mayo de 1984  | 179 870 271       | 153 237 000       | 333 107 271       | 3°                          | [ 145 ] [ 135 ] |  |
| La última cruzada                  | 24 de mayo de 1989  | 197 171 806       | 277 000           | 474 171 806       | 2°                          | [ 146 ] [ 136 ] |  |
| El reino de la calavera de cristal | 22 de mayo de 2008  | 317 101 119       | 473 552 823       | 790 653 942       | 2°                          | [ 147 ] [ 137 ] |  |
| Serie completa                     |                     | 942 303 167       | 1 045 555 823     | 1 987 858 990     |                             |                 |  |

(*) Incluye los ingresos obtenidos por sus reestrenos en salas de cine.

### Crítica
Desde el estreno del primer largometraje, la franquicia protagonizada por «un héroe de acción artificial y anticuado [proveniente] de la infancia de muchos cinéfilos» «sigue ocupando un lugar único, casi sagrado, en nuestra cultura popular», cuyo impacto ha puesto «un listón bastante alto» en la industria cinematográfica.
De acuerdo con Chris Nashawaty, de Entertainment Weekly: «Raiders era lo más parecido al puro polvo de hadas de celuloide que Hollywood jamás había conjurado. Simplemente nos recordó a todos por qué pagamos para sentarnos en la oscuridad con un grupo de completos desconocidos. Las películas nunca fueron las mismas». La película sentó un precedente en la industria y pasó a ser considerada como «una de las cintas de aventuras más entretenidas de todos los tiempos», cuyo humor, entretenimiento, secuencias de acción y actuaciones lo vuelven un producto «casi imposible de resistir» además de ser catalogada como «la mejor aventura de Indiana Jones». De acuerdo con la reseña de James Berardinelli publicada en 2003 en el sitio web Reelviews.net: «Este es el tipo de película de la que, incluso hoy, el público se enamora de inmediato. Tiene todos los ingredientes adecuados: un guion inteligente, un héroe agradable, una pizca de romance, más un toque de comedia y mucha acción trepidante».

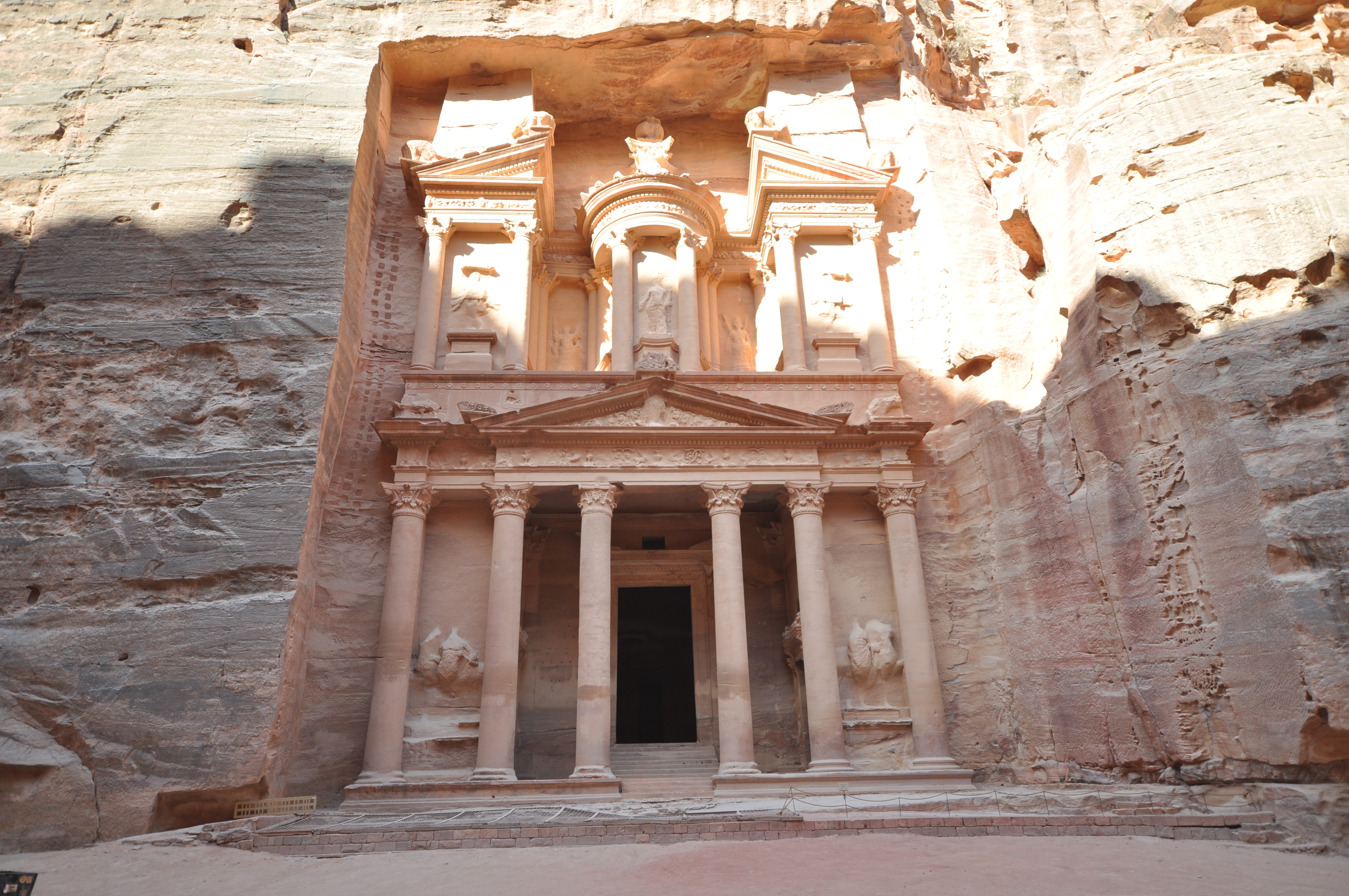
Fotografía del Tesoro de Petra, uno de los sets de rodaje de Indiana Jones y la última cruzada.

A su vez, las actuaciones de Ford y Sean Connery pasaron a ser el aspecto más elogiado de La última cruzada por parte de la prensa. De acuerdo con Roger Ebert: «Mientras veía [la película], sentí un verdadero placer, porque las recientes películas escapistas de Hollywood se han vuelto demasiado hastiadas y cínicas, y han perdido la sensación de que puedes tropezar con aventuras asombrosas con solo ir de excursión con tu tropa Scout», en alusión a las primeras escenas en las que aparece una versión juvenil de Indy como escultista. De forma similar Caryn James, de New York Times, opinó: «De las tres películas de Jones [estrenadas hasta entonces], [esta] bien puede convertirse en la favorita sentimental, la Indiana para finalizar todas [en la serie]».
Contrariamente, The Temple of Doom y El reino de la calavera de cristal se hicieron acreedoras a críticas más desfavorables debido primordialmente a su trama. Por ejemplo, Eric Henderson, del sitio web Cinemablend.com, destacó la forma en que la primera aborda aspectos como el racismo, el jingoísmo y el sexismo, mientras que varios medios como The New Yorker, New York Times, Rolling Stone y The Wall Street Journal coincidieron en que la cuarta película de la serie representa una desviación negativa de los rasgos que habían caracterizado hasta entonces a la serie cinematográfica debido a la ausencia de «diversión y emoción» en su argumento. A pesar de ser considerada como «la entrada más leve y menos memorable de la franquicia», El reino de la calavera de cristal «sigue siendo una delicia, desde el principio casi hasta el final», y ciertos elementos como las secuencias de acción, la dirección de Spielberg y la actuación de Ford tuvieron opiniones favorables.
Con relación a otros productos de la franquicia, la recepción crítica ha sido variable. Por ejemplo, varios medios destacan al videojuego Indiana Jones and the Fate of Atlantis, el cual es referido como una de las «mejores aventuras gráficas de todos los tiempos» debido a su trama, el diseño de sus puzles y los diálogos de sus personajes. Otros juegos con reseñas favorables son Lego Indiana Jones: The Original Adventures, Indiana Jones y la tumba del emperador e Indiana Jones' Greatest Adventures. En cuanto a las publicaciones literarias, destaca Indiana Jones and the Secret of the Sphinx debido a que «tiene todo lo que un verdadero fanático podría esperar en una aventura de Indy. Al final del día, una historia de Indiana Jones es tan buena como el McGuffin en su centro, lo que hace de Secret of the Sphinx una de las historias más fuertes de la serie».
En la siguiente tabla se muestran las valoraciones promedio obtenidas por cada entrega de Indiana Jones en distintos sitios web recopilatorios de reseñas:
| Película                                           | Rotten Tomatoes    | Metacritic      | CinemaScore |
| -------------------------------------------------- | ------------------ | --------------- | ----------- |
| Raiders of the Lost Ark                            | 93 % (150 reseñas) | 85 (16 reseñas) | —           |
| Indiana Jones and the Temple of Doom               | 77 % (138 reseñas) | 57 (14 reseñas) | —           |
| Indiana Jones y la última cruzada                  | 84 % (136 reseñas) | 65 (14 reseñas) | A           |
| Indiana Jones y el reino de la calavera de cristal | 77 % (309 reseñas) | 65 (40 reseñas) | B           |
| Indiana Jones y el dial del destino                | 70% (420 reseñas)  | 58 (65 reseñas) | B+          |
| Promedio general                                   | 80 %               | 66              | —           |

### Premios y reconocimientos

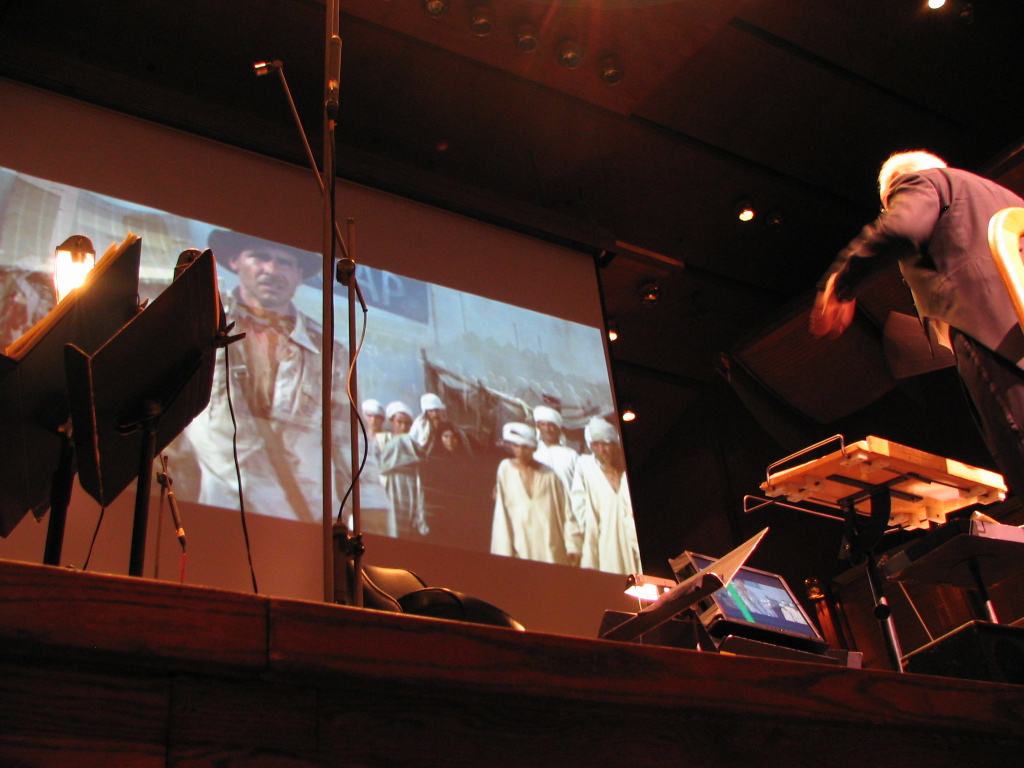
El compositor John Williams durante una exhibición de Raiders of the Lost Ark.

La franquicia de Indiana Jones se ha hecho acreedora a múltiples reconocimientos con el transcurso del tiempo. Por ejemplo, Raiders of the Lost Ark obtuvo cinco premios Óscar y varias nominaciones entre las cuales se incluye una en la categoría de «Mejor película». A su vez, la banda sonora de Williams consiguió un Grammy y un galardón de la Broadcast Music Incorporated. Cabe mencionar que tanto la Academia estadounidense como la británica le concedieron un Óscar y un BAFTA, respectivamente, a The Temple of Doom por sus efectos visuales. Otros galardones de la serie cinematográfica incluyen Globos de Oro, Hugo, Saturn, Young Artist y People's Choice.
Indiana Jones and the Fate of Atlantis recibió también varios premios y nominaciones; por ejemplo, Computer Gaming World lo catalogó como uno de los «mejores juegos de aventuras» de 1992; mientras que PC Gamer US calificó la versión CD-ROM en 1994 como uno de los «mejores juegos de computadora de todos los tiempos», de forma similar a otras distinciones proporcionadas por medios como PC Gamer UK y Adventure Gamers. A su vez, la serie Las aventuras del joven Indiana Jones se hizo con seis premios Emmy, además de obtener una nominación como «Mejor serie de televisión» en los Globos de Oro de 1994.
En cuanto a menciones en listados, Raiders of the Lost Ark es considerada como una de las mejores películas en la trayectoria de Spielberg, mientras que la serie fílmica es referida como una de las mejores franquicias en la historia del cine, de acuerdo con una encuesta realizada por Metacritic. Adicionalmente Indiana Jones es listado como uno de los «mejores héroes cinematográficos de todos los tiempos», de acuerdo con encuestas elaboradas por organizaciones como el American Film Institute en 2003, y por publicaciones como Entertainment Weekly, Premiere, Empire, Total Film, y GamesRadar+, que lo describió como «instantáneamente icónico, es el paquete completo cuando se trata de héroes de la pantalla grande: delirante, físicamente capaz, inteligente, divertido, robustamente guapo, bonito sombrero ... También tiene la iconografía (el sombrero nuevamente, y ese látigo), es un aventurero arquetípico que se remonta a los ídolos matinales del pasado sin parecer un pastiche»;

## Impacto cultural
| Estas películas [de Indiana Jones introdujeron a mucha gente a la arqueología [...] Podemos documentar su impacto estadísticamente, basándonos en el número de estudiantes de arqueología antes y después de la primera película. Algunos de los mejores arqueólogos del mundo dicen que Indiana Jones fue lo que despertó su interés inicial. Ese es un gran legado para George Lucas y para la relación entre los medios de comunicación populares y la ciencia. —Fred Hiebert, curador estadounidense de exhibiciones. |

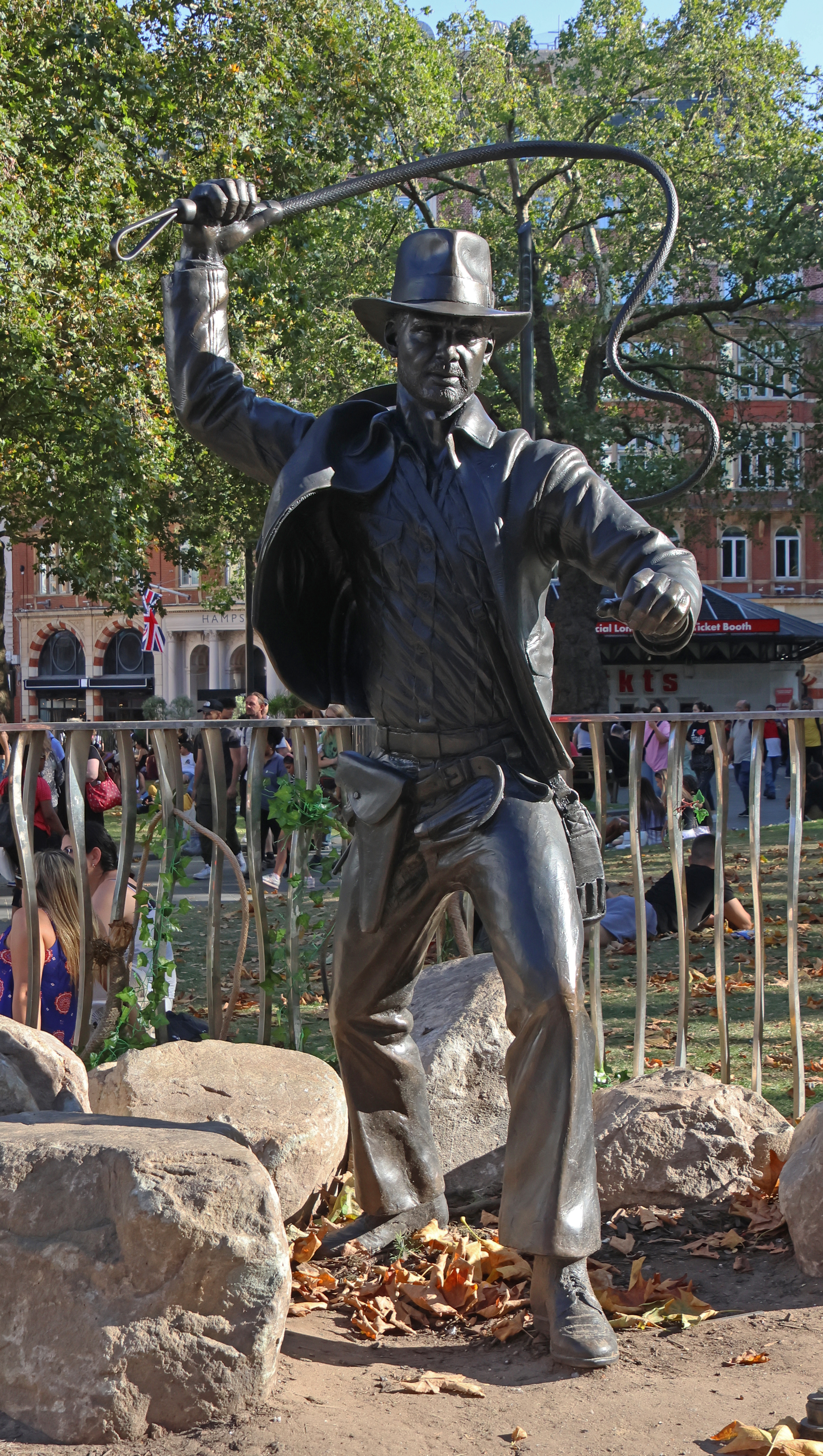
Estatua de Indiana Jones en Leicester Square, Londres.

Indiana Jones ha «influido en la cultura popular estadounidense, inspirando una variedad de imitaciones cinematográficas, videojuegos, programas de televisión y parodias», especialmente en los géneros de acción y aventuras. Algunas de estas producciones son los filmes High Road to China (1983), Romancing the Stone (1984), Las minas del rey Salomón (1985), Los Goonies (1985), La momia (1999), Atlantis: The Lost Empire, National Treasure (2004), El código Da Vinci (2006) y Capitán América: El primer vengador (2011); las series de videojuegos Tomb Raider y Uncharted; y los programas y series  Legends of the Hidden Temple, The Librarian, Almacén 13, Buscando la verdad y Expedition Unknown. A su vez, Chris Carter —creador de The X-Files— mencionó a Indiana Jones como una influencia en su trayectoria como guionista, mientras que el protagonista Fox Mulder comparte ciertos rasgos característicos del arqueólogo aventurero.
De forma similar ha sido referido en otras producciones, generalmente a manera de parodias, como es el caso de una escena de la película UHF (1989) que recrea la persecución de Jones por una piedra rodante en Raiders of the Lost Ark y un par de episodios de Los Simpson y Robot Chicken, por citar algunos ejemplos. Entre 1982 y 1989 los jóvenes estadounidenses Chris Strompolos, Eric Zala y Jayson Lamb recrearon las escenas de Raiders y produjeron el fan film Raiders of the Lost Ark: The Adaptation. El proceso de realización de esta adaptación es cubierto en el documental Raiders!: The Story of the Greatest Fan Film Ever Made, estrenado en 2016.
Otro impacto cultural de la franquicia ha sido su rol en la «extensión del alcance y de la relevancia» de la arqueología, al permitir que «la gente se emocione por doquier». De acuerdo con Emily Casey, egresada de la Universidad de Yale: «En los años 1930, la arqueología no lograba establecerse en sí como una ciencia, por lo que históricamente Indiana Jones resulta muy acertado». Algunos arqueólogos han criticado la metodología utilizada por Indy, catalogándola de «profanadora» más que como la base de cualquier trabajo cuidadoso y responsable. En los años 1930 la práctica de la arqueología era muy distinta a la ciencia moderna, por lo cual el personaje comparte similitudes con esta forma de percepción. En 2008, la revista Archaeology dedujo que Indiana es un «terrible arqueólogo, pero un gran embajador de la arqueología».
En 2008 la organización Board of Directors of the Archaeological Institute of America reconoció a Harrison Ford «por su significativa influencia en el interés por la arqueología». Ese mismo año, el canal televisivo The History Channel transmitió el programa Indiana Jones And The Ultimate Quest, un especial de dos horas producido por LucasFilm y Prometheus Entertainment y presentado por Giorgio A. Tsoukalos, experto en las hipótesis de los antiguos astronautas, donde se examina la veracidad de las distintas reliquias presentadas en la serie de películas. De manera similar, en 2015 se llevó a cabo una exhibición en el National Geographic Museum con ciertos objetos históricos relacionados con las aventuras del personaje, tales como piezas de joyería de Mesopotamia y una tablilla cuneiforme que muestra la ciudad de Nippur, así como utilería producida por LucasFilm y empleada en las cintas.